# Повна (притока Сейму)
Повна — річка в Росії, у Обоянському й Медвенському районах Курської області. Ліва притока Сейму (басейн Дніпра).

## Опис
Довжина річки 59 км, площа басейну 600 км².

## Розташування
Бере початок у селі Полукотельниково. Тече переважно на північний схід і біля Польової впадає у річку Сейм, ліву притоку Десни.
Населені пункти вздовж берегової смуги: Сергієвський, Знаменка, Єгоров, Лубянка, Любимовка.